# سيمون هنت (لاعب كريكت)
سيمون هنت (26 مايو 1962 في المملكة المتحدة - )  (بالإنجليزية: Simon Hunt)‏ هو لاعب كريكت بريطاني. لعب مع Cornwall County Cricket Club ‏.